# Saffig
Saffig é um município da Alemanha localizado no distrito de Mayen-Koblenz, estado da Renânia-Palatinado.
Pertence ao Verbandsgemeinde de Pellenz.